# Fed Cup 2019 Wereldgroep II play-offs
De Fed Cup 2019 Wereldgroep II play-offs vormden een naspel van de Fed Cup 2019, waarin promotie en degradatie tussen enerzijds Wereldgroep II en anderzijds de regionale zones werden bevochten.
De wedstrijden werden gespeeld op 20 en 21 april 2019.

## Reglement
De vier verliezende teams van Wereldgroep II en vier, door het ITF Fed Cup comité aangewezen, winnaars uit de drie regionale zonegroepen 1 nemen aan dit naspel deel. Het ITF Fed Cup comité bepaalt welke vier landen geplaatst worden, aan de hand van de ITF Fed Cup Nations Ranking. Hun tegenstanders worden door loting bepaald. Welk land thuis speelt, hangt af van hun vorige ontmoeting (om de andere), dan wel wordt door loting bepaald als zij niet eerder tegen elkaar speelden. Een landenwedstrijd bestaat uit (maximaal) vijf "rubbers": vier enkelspelpartijen en een dubbelspelpartij. Het land dat drie "rubbers" wint, is de winnaar van de landenwedstrijd. De vier winnende landen plaatsen zich voor de Fed Cup Wereldgroep II in het jaar erop. De vier verliezende landen zullen in het volgend jaar deelnemen in groep 1 van hun regionale zone.

## Deelnemers
In 2019 namen de volgende acht landen deel aan de Wereldgroep II play-offs:
- Italië (verloor van Zwitserland in Wereldgroep II)
- Japan (verloor van Spanje in Wereldgroep II)
- Nederland (verloor van Canada in Wereldgroep II)
- Slowakije (verloor van Letland in Wereldgroep II)
- Brazilië (won van Paraguay in de Amerikaanse zone)
- Kazachstan (won van China in de Aziatisch/Oceanische zone)
- Rusland (won van Zweden in de Europees/Afrikaanse zone)
- Verenigd Koninkrijk (won van Servië in de Europees/Afrikaanse zone)

## Plaatsing, loting en uitslagen
Geplaatste teams hebben het plaatsingcijfer tussen haakjes.
| locatie    | ondergrond    | thuisspelend land       | uitslag | uitspelend land |
| ---------- | ------------- | ----------------------- | ------- | --------------- |
| Moskou     | gravel (i)    | Rusland (1)             | 4–0     | Italië          |
| Osaka      | hardcourt     | Japan                   | 4–0     | Nederland (2)   |
| Londen     | hardcourt (i) | Verenigd Koninkrijk (3) | 3–1     | Kazachstan      |
| Bratislava | gravel (i)    | Slowakije (4)           | 3–1     | Brazilië        |

### Vervolg
- Japan en Slowakije handhaafden hun niveau, en bleven in Wereldgroep II.
- Rusland en Verenigd Koninkrijk promoveerden van hun regionale zone in 2019 naar Wereldgroep II in 2020.
- Brazilië en Kazachstan wisten niet te ontstijgen aan hun regionale zone.
- Italië en Nederland degradeerden van Wereldgroep II in 2019 naar hun regionale zone in 2020.